# Obduli Jovaní i Puig
Obduli Jovaní i Puig (Sant Mateu, 14 d'octubre de 1932 - València, 18 de febrer de 2013), va ser un articulista, poeta i novel·lista valencià.

## Biografia
Va nàixer en el si d'una família dedicada al comerç tèxtil. Es va llicenciar en Dret a Salamanca i va exercir la seua activitat professional en companyies d'assegurances. Va ser columnista en l'edició valenciana del diari ABC i responsable de la secció d'opinió, en les seccions «Miguelete» i, més tard, en «Corrococos». Era casat i pare de quatre fills.
La seua activitat principal com a escriptor va consistir en la redacció d'articles d'opinió, en llengua castellana, publicats en el l'edició valenciana del diari ABC, on va col·laborar des dels seus inicis. En els seus articles de premsa, Jovaní criticava el catalanisme valencià i defenia la independència cultural i lingüística valenciana respecte a Catalunya, seguint les tesis del blaverisme. Així, varen ser objecte de les seues crítiques la Direcció de Política Lingüística de la Generalitat Valenciana, la Universitat de València, l'Acadèmia Valenciana de la Llengua (AVL), la Junta Qualificadora de Coneixements del Valencià (JQCV), el Consell Valencià de Cultura (CVC), l'assagista Joan Fuster i el promotor cultural Eliseu Climent.
Va redactar la seua obra literària en valencià, seguint la normativa lingüística de la Real Acadèmia de Cultura Valenciana, les conegudes com a Normes del Puig. En esta normativa té publicats diversos poemaris i relats, i una novel·la.
Va ser membre de l'Associació d'Escritors en Llengua Valenciana (AELLVA); va col·laborar en els recitals poètics organitzats per esta entitat, com ara els de la commemoració de la batalla d'Almansa o l'any Joanot Martorell. Va participar les obres col·lectives d'esta associació, com ara el recull de relats Clams en llibertat. L'últim acte de l'associació en què va participar, en qualitat de lector, va ser la tertúlia de prosa de gener de 2013.
Obduli Jovaní també va ser membre de l'associació cultural Cardona Vives, entitat castellonenca fundada en 1982 per Josep Maria Guinot, que defén la idea d'una cultura i una llengua valencianes diferents de les catalanes, d'acord amb les tesis del blaverisme. També va participar en activitats de l'entitat Lo Rat Penat, com ara en l'apartat literari del seu calendari.
Va col·laborar com a informant en el Diccionari General de la Llengua Valenciana, editat per la RACV.
Va estar vinculat al Cercle Carlí Aparisi i Guijarro de València, on va participar, almenys, en una conferència. L'escriptor Francesc Viadel va qualificar a Obduli Jovaní com a carlí.
Va redactar la lletra de la versió de l'himne de Sant Mateu per al cor i la banda de música. Va criticar l'actuació de la companyia de teatre Pot de Plom a la seua localitat.

## Obres
Narracions i contes
- 2009 — Clams en llibertat (coautor) Editorial l'Oronella
- 2005 — Goles en clam (coautor) Editorial l'Oronella
- 1997 — Cayó usted en el olvido y otros relatos (1988) (coautor) Fundación de los Ferrocarriles españoles[20]

Novel·la
- 2007 — L'Alqueria. Editorial l'Oronella

Novel·la costumista, prologada per Felip Bens. Narra la vida d'una generació de llauradors en un alqueria de les rodalies de Llíria, que entra en decadència durant la Guerra Civil espanyola. La novel·la transmet la perspectiva de la contesa que es tenia en el món rural valencià.
Poesia
- 2010 — Duré l'argila. Dins de Solcant les lletres núm. 1. Pàg. 29-34. AELLVA[22]
- 2000 — Sonets d'amor i desamor. Ajuntament de València

## Premis
- 2009 — Accèssit del Premi Federic Feases de novel·la en els XXI Premis El Piló[23]
- 2008 — Premi Roberto Salvador Moros de poesia, atorgat per l'Ateneu Cultural Paterna, per l'obra La creació[24]
- 2006 — V Premi Federic Feases de novel·la L'Alqueria, atorgat per l'associació El Piló[25]
- 2006 — Escriptor de l'any de l'AELLVA[26]
- 1999 — Premi Ciutat de València de Poesia en Valencià Roís de Corella, atorgat per l'Ajuntament de València, per l'obra Sonets d'amor i desamor[27]
- 1999 — Premi Fadrí, modalitat Llibertat d'Expressió, atorgat per l'associació Cardona Vives